# IC 4885
IC 4885 ist eine Spiralgalaxie vom Hubble-Typ Sc im Sternbild Pfau am Südsternhimmel. Sie ist schätzungsweise 186 Millionen Lichtjahre von der Milchstraße entfernt.
Das Objekt wurde am 15. August 1901 von DeLisle Stewart entdeckt.